# Zâmbia nos Jogos Olímpicos de Verão de 1984
A Zâmbia competiu nos Jogos Olímpicos de Verão de 1984 em Los Angeles, Estados Unidos.  O país ganhou a sua primeira medalha olímpica nessa edição.

## Bronze
- Keith Mwila — Boxe,Peso mosca-ligeiro

## Resultados por evento

### Atletismo
400m masculino
- Dave Lishebo
  - Eliminatórias — 46.20
  - Quartas-de-final — 45.57
  - Semifinais — 45.97 (→ não avançou)

Salto em altura masculino
- Mutale Mulenga — 2,05 m (→ não avançou)

### Boxe
Peso mosca-ligeiro (– 48 kg)
- Keith Mwila → Medalha de bronze
  1. Primeira rodada — Bye
  2. Segunda rodada — Derrotou Pao-Ming Chung (Taipé Chinês), juízes pararam a luta no segundo round
  3. Quartas-de-Final — Derrotou Mamoru Kuroiwa (Japão), 5-0
  4. Semifinais — Perdeu para Salvatore Todisco (Itália), 0-5

Peso galo (– 54 kg)
- Star Zulu
  1. Primeira rodada — Bye
  2. Segunda rodada — Derrotou Gustavo Cruz (Nicarágua), 5-0
  3. Terceira rodada — Perdeu para Maurizio Stecca (Itália), 0-5

Peso médio (– 75 kg)
- Moses Mwaba
  1. Primeira rodada – Bye
  2. Segunda rodada – Derrotou Vincent Sarnelli (França), após um nocaute no primeiro round
  3. Quartas-de-Final – Perdeu para Mohamed Zaoui (Argélia), onos ponto (1-4)